# Судунтуйське сільське поселення
Судунту́йське сільське поселення (рос. Судунтуйское сельское поселение) — сільське поселення у складі Агінського району Забайкальського краю Росії.
Адміністративний центр та єдиний населений пункт — село Судунтуй.

## Населення
Населення сільського поселення становить 979 осіб (2019; 1238 у 2010, 1340 у 2002).